# 海賊戰隊豪快者 VS 宇宙刑事卡邦 The Movie
《海賊戰隊豪快者 VS 宇宙刑事卡邦 THE MOVIE》（原文：海賊戦隊ゴーカイジャーVS宇宙刑事ギャバン THE MOVIE）於日本時間2012年1月21日上映。
本作為《超級戰隊系列》《海賊戰隊豪快者》《宇宙刑事系列》《宇宙刑事卡邦》的聯動劇場版作品。

## 概要
- 本作為《超級戰隊祭》的第四部作品，亦是《超級戰隊系列》跟《宇宙刑事》的首部聯動作品，亦是作為《超級戰隊系列》與《金屬英雄系列》的首部聯動劇場版作品。
- 本作將1980年代特攝名作《宇宙刑事卡邦》的設定融入本作中，當年的男主角演員大葉健二也將在本片中再度登場。另外由於大葉過去在《超級戰隊系列》的演出經驗，本片中他也會兼飾過去曾演出的戰隊戰士《戰鬥狂熱 J》的戰鬥肯亞/曙四郎、《電子戰隊電磁人》的電磁藍/青梅大五郎。
- 本作繼前作《豪快者 護星者 超級戰隊199英雄大決戰》和《海賊戰隊豪快者 The Movie 飛天幽靈船》後，再度有歷代怪人於劇場版作品中集結登場。
- 本作為《宇宙刑事卡邦》誕生30週年紀念作品。
- 新戰隊《特命戰隊Go Busters》三位成員於本作先行登場。

## 劇情
故事發生在《海賊戰隊豪快者》本篇第46-47話之間。豪快者們乘著豪快帆船航行途中，後方突然出現一艘巨大宇宙船。上頭站著一名穿著閃著銀白光輝戰服的人，而他正是名震全銀河的「宇宙刑事卡邦」。卡邦以壓倒性的實力擊敗豪快者，並將其以海賊之名逮捕。然而，卡邦卻捲入了宇宙殘虐帝國的陰謀之中，殘虐開啟了「魔空空間」，將卡邦囚禁於「魔空監獄」中。瑪貝拉斯回憶起了幼年時期曾為卡邦所救，便毅然決然地帶著豪快者們闖入魔空空間解救卡邦。

## 登場人物

### 海賊戰隊豪快者
| 演員     | 角色                           | 代號     | 台配   |
| -------- | ------------------------------ | -------- | ------ |
| 小澤亮太 | 瑪貝拉斯船長 Captain Marvelous | 豪快紅   | 張騰   |
| 山田裕貴 | 喬·基布肯 Joe Gibken           | 豪快藍   | 孟慶府 |
| 市道真央 | 露卡·米爾菲 Luka Millfy        | 豪快黃   | 林沛苓 |
| 清水一希 | 東·多格伊亞 Don Dogoier        | 豪快綠   | 江志倫 |
| 小池唯   | 艾姆·德·法蜜由 Ahim de Famille | 豪快粉紅 | 薛晴   |
| 池田純矢 | 伊狩鎧 Ikari Gai               | 豪快銀   | 馬國堯 |
| 濱田龍臣 | 小瑪貝拉斯 Captain Marvelous   | 豪快紅   | 薛晴   |

- 巴斯克·達·朱羅基亞（バスコ・タ・ジョロキア，細貝圭飾；台配：江志倫）
- 薩利

### 特命戰隊Go Busters
| 配音     | 角色       | 代號          | 台配   |
| -------- | ---------- | ------------- | ------ |
| 鈴木勝大 | 櫻田弘     | Red Buster    | 馬國堯 |
| 馬場良馬 | 岩崎龍次   | Blue Buster   | 陳彥鈞 |
| 小宮有紗 | 宇佐見陽子 | Yellow Buster | 薛晴   |

### 宇宙警察
卡邦所屬的組織。劇集系列《宇宙刑事卡邦》和劇場版《宇宙刑事卡邦 The MOVIE》中稱為「銀河聯邦警察」，本作則稱之為「宇宙警察」。
一條寺烈／卡邦（いちじょうじ れつ / ギャバン，大葉健二）
曾於宇宙犯罪組織魔空手中保衛地球和平的傳奇刑警。本作利用假藉逮捕豪快者之計，逼出阿修拉達的真面目。
宇宙警察總裁威巴爾（宇宙警察総裁ウィーバル，佐野史郎聲）
命令卡邦逮捕豪快者們，但實際身分卻是宇宙殘虐帝國的惡黨，同時也是「魔空監獄」獄長－阿修拉達。

### 歴代戰隊成員
戰鬥肯尼亞、電磁藍、卡邦皆由資深動作演員大葉健二所演出的戰士角色，在劇中被認為是「一模一樣的臉」，不過，鎧能分辨得出他們的差異。片中利用特殊攝影手法，可同時讓最多3個大葉出現在同一畫面，堪稱經典場景。向豪快者們透露，若使用了戰鬥肯尼亞和電磁藍的連者鑰匙，便能開啟魔空空間之門的方法。片尾時，天外之音道出了以前的孩子們沒有機會看到三人同時變身的場面，於是兩人接受了連者鑰匙和烈一同在豪快者前大變身。烈與兩人熟識並稱「前輩」。
曙四郎／戰鬥肯尼亞
過去曾和祕密結社艾哥斯戰鬥的戰鬥狂舞J的成員。於《海賊戰隊豪快者》第44話中出場，但由於當時變裝成耶誕老人並未向豪快者證明身分，此次為初次見面。鎧形容他有著「熱帶草原般的氣息」。
青梅大五郎／電磁藍
過去曾和貝達一族戰鬥的電子戰隊電磁人的成員。亦於前作劇場版《豪快者 護星者 超級戰隊199英雄大決戰》登場過，鎧形容他有著「紅豆麵包般的香味」。對於前輩曙使用敬語。

### 宇宙殘虐帝國
魔空監獄獄長．阿修羅達（アシュラーダ，佐野史郎聲）
隸屬宇宙殘虐帝國麾下的魔空監獄獄長。繼承了被卡邦所消滅的宇宙犯罪組織「魔空」首領恫·霍拉之血，具有重啟魔空空間及魔空都市的能力。以俘虜宇宙警察、抹殺豪快者為使命。具有如神祇阿波羅般的六條手臂，伸縮自如的手臂可攻擊複數的敵人。等身戰一度壓著豪快者打，不料，豪快者啟動了豪快變身後的一輪猛攻徹底將它壓制，後被「豪快爆烈斬擊．特別版Gokai Blast & Slash Special」擊敗。巨大戰時，無法抵擋豪獸豪快王的攻勢，面對完全豪快王和電子星獸多魯的聯合攻擊「多魯豪快烈焰Doru Gokai Fire」只能勉強以雙肩上的鑽頭抵擋，最終被「卡邦．瑪貝拉斯大爆擊Gaven Marvelous Dynamic」擊敗。
偽卡邦（ギャバンブートレグ）
阿修羅達融合宇宙警察和殘虐的技術，拷貝卡邦的技能和能力所創造出的最強機械戰士。號稱性能和規格都在原型卡邦之上，武器為能變為鞭型態的「偽光刃Bootleg Blade」和雷射槍「偽雷射槍Bootleg Laser Gun」。只要阿修羅達喊聲，便能啟動「魔空空間」及「魔空都市」。其能力一度將卡邦帶往魔空空間，而在魔空監獄和豪快紅戰鬥時更可發揮其戰鬥力，最後逃離魔空空間和真貨卡邦死戰時，卡邦曾說：「只有複製能力的冒牌貨，怎麼可能戰勝擁有人心的我!!」，後敗北於「卡邦爆擊斬」。
原文ブートレグ，意為「海賊版」。不確定是否具有語言功能，片中甚至沒有任何發聲。

### 魔空都市怪人
艾爾德（エルダー，千葉繁聲）
曾和豪快者作戰的偷偷摸摸兄弟的哥哥。在《海賊戰隊豪快者》本篇第8話中，因戰鬥的關係被炸飛到了地球的彼方，於本作再次登場。為了替弟弟楊格報仇，找來了妹妹希絲塔。
希絲塔（シスター，加藤英美里聲）
艾爾德所帶的偷偷摸摸兄弟的么妹。和楊格皆為強化改造後的型態。性格相當激烈暴躁。最後被RISING STRIKE連同魔空監獄一同被炸個粉碎。
通算電視版的劇情，是除了殘虐幹部陰桑外的唯一一位女性怪人。
惑星之大王蛾·德雷古、大腳怪之筋金剛、天才之機械過庫
和《天裝戰隊護星者》戰鬥之惡靈分別來自宇宙虐滅軍團War Star、地球犠獄集團．幽魔獸、機械禦鏖帝國馬托林提斯的首領．幹部。以魔空空間內的魔空都市的魔空怪人登場，並與變為護星者的豪快紅、豪快粉紅戰鬥。最後被RISING STRIKE連同魔空監獄一同被炸個粉碎。

### 魔空監獄囚犯
皆為曾和歷代超級戰隊為敵的幹部們。即使已經洗心革面，卻仍然被殘虐帝國所捉並鋃鐺入獄。最後，被豪快者們解放了。
八手電話鱷（ヤツデンワニ，津久井教生聲）
做為邪命體艾瓦里安而誕生，後期成為了《爆龍戰隊暴連者》們同伴的三合使徒。據傳曾擔任一年的恐龍大企業社長，可說是在人類社會出奇的成功。喜好女色，尤其在監獄內看上了露卡和艾姆。
妖幻密使潘瓊莉亞（妖幻密使バンキュリア，渡邊美佐聲）
曾為對抗《魔法戰隊魔法連者》的地底冥府陰非路西亞的女間諜。作風強勢，令喬無法招架。
幻之月光、風之靜香（幻のゲッコウ、風のシズカ，銀河萬丈聲、山崎真實飾）
《轟轟戰隊冒險者》敵役之一－「闇影組」的首領和幹部。靜香以寫真集誘惑博士，並說如果救她出去願意和他約會。月光則是被關在鳥籠中，向鎧述說了變為貓頭鷹型態的原因。
巴蠅（バエ，石田彰聲）
《獸拳戰隊激氣連者》臨獸蒼蠅拳的使用者。和激氣紫深見豪一同旅行著，不過本作中為單獨登場。被關在蟲籠中。
害地大臣幽溝史坦因、害氣大臣奇塔納德斯、害水大臣凱格蕾西亞（害地大臣ヨゴシュタイン、害気大臣キタネイダス、害水大臣ケガレシア，梁田清之聲、真殿光昭聲、及川奈央飾）
傑拉西多（ジェラシット，櫻井孝宏聲）
《海賊戰隊豪快者》本篇中登場的前殘虐帝國行動隊長。敗給豪快者後，被陰桑當作巨大垃圾丟棄，之後到了地球上在女性友人開設的旅館內幫忙，不過此次入獄的原因不明。曾向豪快者求助卻慘遭無視，最後被瑪貝拉斯大刀一揮順利逃獄。

## 電影版新必殺技
豪快爆破砍擊．特別版 Gokai Blast & Slash Special
豪快爆破、砍擊和豪快銀的豪快流星所合體的豪快者6人合體技。必殺技名稱並無確定。
多魯豪快烈焰 Doru Gokai Fire
電子星獸多魯的多魯烈焰和完全豪快王的完全飛彈合為一體的必殺技能。
卡邦．瑪貝拉斯大爆擊 Gaven Marvelous Dynamic
卡邦的卡邦爆擊斬、豪快紅的豪快砍擊、完全豪快王的豪快鑽頭三位一體的最強新必殺技。

## 用語
魔空監獄
存在於魔空空間，建造完成後的2萬6千年間，不曾有囚犯成功越獄的銅牆鐵壁要塞監獄。最上層囚禁了卡邦／一條寺烈，下方則是曾被歷代戰隊打敗的敵役首領、幹部。

## 製作人員
- 製作：平城隆司（tv asahi）福原英行（東映ビデオ）、鈴木武幸（東映）、松田英史（東映エージェンシー）、木下直哉（木下工務店）
- 企画：桑田潔（tv asahi）、日達長夫（東映ビデオ）、香月純一（東映）、小川政則（東映エージェンシー）、沖村佳昭（木下工務店）
- エグゼクティブ・プロデューサー：杉山登（tv asahi）、加藤和夫（東映ビデオ）、疋田和樹（東映エージェンシー）
- プロデューサー：佐々木基（tv asahi）、中野剛（東映ビデオ）、宇都宮孝明・大森敬仁（東映）、矢田晃一・深田明宏（東映エージェンシー）
- 原作：八手三郎、石ノ森章太郎
- 監督：中澤祥次郎
- 脚本：荒川稔久
- 音楽：山下康介、渡辺宙明
- 撮影：松村文雄
- 照明：柴田守
- 美術：大谷和正
- 編集：佐藤連
- 録音：伝田直樹
- 整音：小林喬
- スクリプター：渋谷康子
- 助監督：荒川史絵
- 製作担当：小林智裕
- プロデューサー補：望月卓
- 視覚効果：沖満
- キャラクターデザイン：韮沢靖、篠原保、酉澤安施、さとうけいいち、K-SuKe
- 摩空監獄デザイン：野口竜
- アクション監督：石垣広文（ジャパンアクションエンタープライズ）
- 特撮監督：佛田洋

## 音樂
「JUMP」
- 作詞：岩里祐穂 / 作曲：持田裕輔 / 編曲：Project.R（籠島裕昌） / 歌：松原剛志、串田晃

### 挿入歌
「海賊戦隊ゴーカイジャー」
- 作詞：岩里祐穂 / 作曲：持田裕輔 / 編曲：Project.R（籠島裕昌） / 歌：松原剛志 （Project.R） / コーラス：ヤング・フレッシュ、Project.R

「宇宙刑事ギャバン」
- 作詞：山川啓介 / 作曲：渡邊宙明 / 編曲：馬飼野康二 / 歌：串田晃

## 連結
- 海賊戰隊豪快者 VS 宇宙刑事卡邦 電影版官網 （页面存档备份，存于）
- 電影版簡介 （页面存档备份，存于）

1. ↑  台灣是指木棉花在各大網路平台上架的日期。
2. ↑  第14集和第24集